# 康保县
41°51′04.20″N 114°36′43.73″E / 41.8511667°N 114.6121472°E
康保县是中国河北省张家口市下辖的一个县，位於张家口市西北部，邻接内蒙古自治区，俗称“坝上高原”。縣人民政府駐康保鎮永安大街1號。
1923年，由张北和商都两县析置康保招垦设治局。1925年，改為康保县，以境内的康保泊得名。畜牧业发达，盛产马、牛、骡和羊等。农产有莜麦、马铃薯和小麦等。工业有肉类和皮毛加工、煤炭、建材及酿酒等。名胜有金界壕及南天门峡等。

## 行政区划
康保县下辖7个镇、8个乡：
康保镇、张纪镇、土城子镇、邓油坊镇、李家地镇、照阳河镇、屯垦镇、阎油坊乡、丹清河乡、哈咇嘎乡、二号卜乡、芦家营乡、忠义乡、处长地乡、满德堂乡、康保牧场和屯垦林场。

## 人口
截至2020年，康保縣總人口26.96萬，農業人口24.4萬人。 有漢族、回族、蒙古族、藏族、滿族5個民族。根據張家口市第七次全國人口普查公報顯示，截至2020年11月1日零時，康保縣常住人口為138205人。